# Pommevic
Pommevic är en kommun i departementet Tarn-et-Garonne i regionen Occitanien i södra Frankrike. Kommunen ligger i kantonen Valence som tillhör arrondissementet Castelsarrasin. År 2022 hade Pommevic 580 invånare.

## Befolkningsutveckling
Antalet invånare i kommunen Pommevic
| Referens: INSEE |